# ويليام واشنطن براون
ويليام واشنطن براون (بالإنجليزية: William Washington Browne)‏ هو كاهن أمريكي، ولد في 20 أكتوبر 1849 في مقاطعة هابرشام في الولايات المتحدة، وتوفي في 21 ديسمبر 1897 في واشنطن العاصمة في الولايات المتحدة.